# Martin Winter
Martin Winter (Zerbst, 5 novembre 1955 – Magdeburgo, 21 febbraio 1988) è stato un canottiere tedesco.

## Palmarès

### Olimpiadi
- 1 medaglia:
  - 1 oro (Mosca 1980 nel quattro di coppia)

### Mondiali
- 3 medaglie:
  - 1 oro (Lucerna 1982 nel quattro di coppia)
  - 2 bronzi (Nottingham 1975 nel singolo; Bled 1979 nel due di coppia)